# كريستيان بوتيل
كريستيان بوتيل (بالفرنسية: Christian Potel)‏ (16 ديسمبر 1973 بمونفرماي في فرنسا - ) هو لاعب كرة قدم فرنسي في مركز حراسة المرمى. لعب مع ستاد لافال ونادي بولون ونادي كان ونادي ليبورن ونادي ميلوز ونادي بيزييه ‏ وأولمبيك نوازي لو سيك ‏.